# Klaus G. Troitzsch
Klaus G. Troitzsch (* 28. November 1946 in Oberg, später zu Lahstedt, später zu Ilsede in Niedersachsen gehörig) ist ein deutscher Politologe und Soziologe und war Hochschullehrer sowie Leiter des Instituts für Wirtschafts- und Verwaltungsinformatik der Universität Koblenz-Landau.

## Leben
Klaus Troitzsch, Sohn von Margarete Troitzsch, geborene Haslböck, und Helmut Troitzsch (Konsul in Obervolta), studierte Soziologie und Politikwissenschaft an der Universität Hamburg und der Universität zu Köln. 1979 wurde er an der Universität Hamburg, wo er 1972 sein Politologie-Diplom erhielt, in Politikwissenschaft zum Dr. phil. promoviert. 1985 habilitierte er sich in Politikwissenschaft an der damaligen Erziehungswissenschaftlichen Hochschule Rheinland-Pfalz (später: Universität Koblenz-Landau, seit 1. Januar 2023 Universität Koblenz) und wurde 1986 Privatdozent. 1972 heiratete er die Apothekerin Ingrid Kalab.
Von 1974 bis 1978 war Klaus G. Troitzsch Mitglied der Hamburgischen Bürgerschaft.
Als Akademischer Rat befasste er sich vor allem mit Parteien- und Wahlforschung sowie Informatik in den Sozialwissenschaften und wohnte in Vallendar. Sein Buch Modellbildung und Simulation in den Sozialwissenschaften zählt zu den ersten deutschsprachigen in diesem Bereich. 1986 wurde Klaus Troitzsch Professor an der Universität Koblenz-Landau. Von 1987 bis 1992 war er Dekan der Fakultät für Informatik, von 1992 bis 2000 Prodekan. 2012 ging er in den Ruhestand.

## Leistungen
Troitzsch gilt als Pionier auf dem Gebiet der methodischen Entwicklung computerbasierter Simulationen in den Sozialwissenschaften. Seine Forschungsinteressen liegen im Bereich der agentenbasierten Modelle und der Mikrosimulationen. Er war Gründungsmitglied der Forschungsgruppe für Modellierung und Simulationen der Deutschen Gesellschaft für Soziologie und der European Social Simulation Association. Zudem organisierte Troitzsch mehrere sozialwissenschaftliche Konferenzen.

## Auszeichnungen
- 2001: Ehrendoktor der Dnipropetrovsk National-Universität, Ukraine

## Veröffentlichungen (Auswahl)
- Sozialstrukturen und Wählerverhalten. 1976.
- Volksbegehren und Volksentscheid. 1979.
- Bürgerperzeptionen und Legitimierung. 1985.
- Modellbildung und Simulation in den Sozialwissenschaften.
- mit Nigel Gilbert: Simulation für the Social Scientist. 2. Auflage 2005.